# Heinrich Bücker (Handballspieler)
Heinrich Bücker (geb. 1922; gest. 1983, auch Hein Büker) war ein deutscher Feldhandballspieler und -trainer.

## Leben
Heinrich Bücker stammte aus Kiel. Im Kieler Stadtteil Hassee wurde er zusammen mit seinen späteren Handballkameraden Helmut Wriedt, Theo Schwedler und Herbert Rohwer 1928 in die Hasseer Volksschule eingeschult. Von Jugend an interessierten sich die vier Jugendlichen für den Handballsport. Deshalb wurden Bücker und seine Klassenkameraden Mitglieder des THW Kiel. In der Abteilung Feldhandball ihres Vereins erbrachten Bücker und die drei anderen so gute Leistungen, dass sie später in der ersten Mannschaft spielten und bei den Spielen um die deutsche Feldhandballmeisterschaft eingesetzt werden konnten. Im Jahre 1950 errang der THW im Endspiel um die Deutsche Meisterschaft im Feldhandball gegen den SV Polizei Hamburg mit 10:9 den Meistertitel in der Besetzung Bücker, Wriedt, Rohwer, Schwedler, Heinrich Dahlinger, Hansjürgen Knipphals, Kurt Ochs, Rolf Krabbenhöft, Herbert Podolske, Heinz Rieckmann, Heinz-Georg Sievers, Fritz Westheider und Fritz Weßling.
Auch im folgenden Jahr, 1951, kam der THW Kiel mit Heinrich Bücker ins Endspiel. Wieder war der Gegner der SV Polizei Hamburg, der diesmal aber deutlich mit 12:4 gewann und den THW damit zum Deutschen Vizemeister im Feldhandball machte.
Für den Gewinn der Deutschen Meisterschaft im Feldhandball 1950 wurden Heinrich Bücker und die THW-Mannschaft am 1. Dezember 1950 von Bundespräsident Theodor Heuß mit dem Silbernen Lorbeerblatt ausgezeichnet.